# Estación Pampa Alta
Pampa Alta era una estación ferroviaria ubicada en el paraje rural del mismo nombre, en el Departamento Deseado, Provincia de Santa Cruz, Argentina.

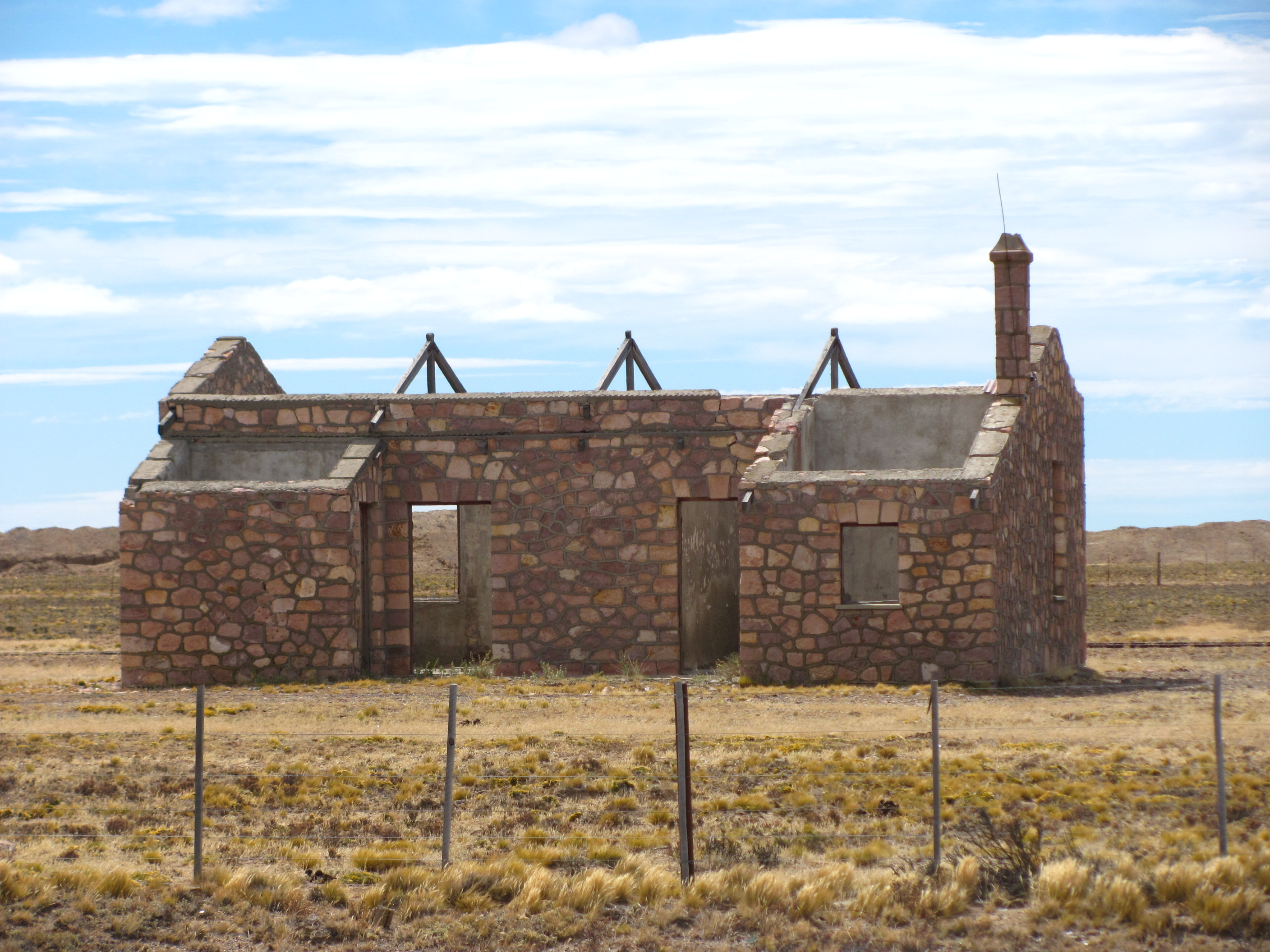
Vista actual de la caseta de caminero. Se observa completo estado de abandono y en ruinas.

Formaba parte del Ferrocarril Patagónico, como parte del ramal que iba de Puerto Deseado a Las Heras, inaugurado en el año 1914 y que originalmente estaba planeado para terminar en el Nahuel Huapi.

## Toponimia
Pampa deriva de la lengua quechua cuyo significado es llanura. Si bien, la meseta patagónica que le da singular forma al sitio donde se emplazaba la estación, su aspecto en este punto es de una inmensa llanura elevada. También, se intentó imponer el nombre "Ing. Giovacchini"; quien fuera ministro de Obras Públicas de la nación. Sin embargo, esto no prosperó y se impuso el actual.
La denominación Pampa Alta se impuso en forma definitiva el 8 de octubre de 1914 por un decreto presidencial dictado en reemplazo de la progresión kilométrica que hasta ese tiempo imperaba.

## Historia
La estación se inauguró el día 7 de octubre de 1914, y luego de un pequeño auge inicial -incluso se llegó a formalizar la creación de una localidad con el mismo nombre en 1921- su importancia decayó en forma rápida a los pocos años. A diferencia de otras estaciones del ferrocarril Pampa Alta fue la única estación que no detentó ninguna estafeta postal.
La estación era importante porque en sus inmediaciones se ubican los manantiales de Oeste, claves para la provisión de agua para las máquinas a vapor y vitales en una zona muy árida. Esta ubicación de intensa cantidad de agua obligó que en el cercano kilómetro 30 se erigiera el único puente - alcantarilla: que permite que el ramal atraviese un arroyo. Precisamente, gracias a estas napas se ejecutó un pozo, y Puerto Deseado y otras localidades tuvieron acceso a la escasa agua. La misma fue transportada por vagones-tanques y repartida por los carros aguateros. Este trabajo se llevó a cabo hasta 1946 cuando se construyó el acueducto.
Uno de los últimos registros de la localidad se dio en un mapa del instituto geográfico militar de los años 1960. En este documento se escribió el nombre de la estación-localidad con tinta negrita lo que indica alta importancia para el ferrocarril o cantidad poblacional significativa.
El tren circuló por última vez en julio de 1978. Ya para inicios de los años 1990 solo se podía encontrar en pie el andén. Siendo su falta de población el principal motivo de su depredación.
Hoy en día se encuentra totalmente destruida por obra del duro clima y el vandalismo sin control. Su localidad está deshabitada.
El 8 de julio de 2008, en un acto realizado en la Casa Rosada por Cristina Fernández de Kirchner, la Secretaría de Transporte, a cargo de Ricardo Jaime y dependiente del Ministerio de Planificación de Julio De Vido, adjudicó el reacondicionamiento y rehabilitación del tren patagónico.No obstante, Pampa Alta no fue incluida en la lista de los puntos a rehabilitar o tenida en consideración en el mapa del ferrocarril que presentaba los puntos claves del ferrocarril.A pesar de la gran suma invertida por el estado y la inauguración en 2015 de las obras por parte del gobierno peronista el ferrocarril no volvió a funcionar y gobierno fue acusado de un perjuicio de $92.000.000 de obra pública malversada.
En octubre de 2024 el gobernador Claudio Vidal anticipó que trabaja en el proyecto de recuperación del ferrocarril. El político aseguró que el tren cubriría los 285 kilómetros de recorrido. Sin embargo, Pampa Alta no fue nombrada en la lista de puntos a rehabilitar y tampoco estuvo aludida en el mapa del trazado ferroviario presentado por el proyecto que contiene los puntos más importantes del ferrocarril.

## Funcionamiento

### Itinerarios históricos
Un análisis de itinerarios e informes de horarios lo largo del tiempo permite ver cómo fue variando el desempeño de esta estación a lo largo de su historia activa:

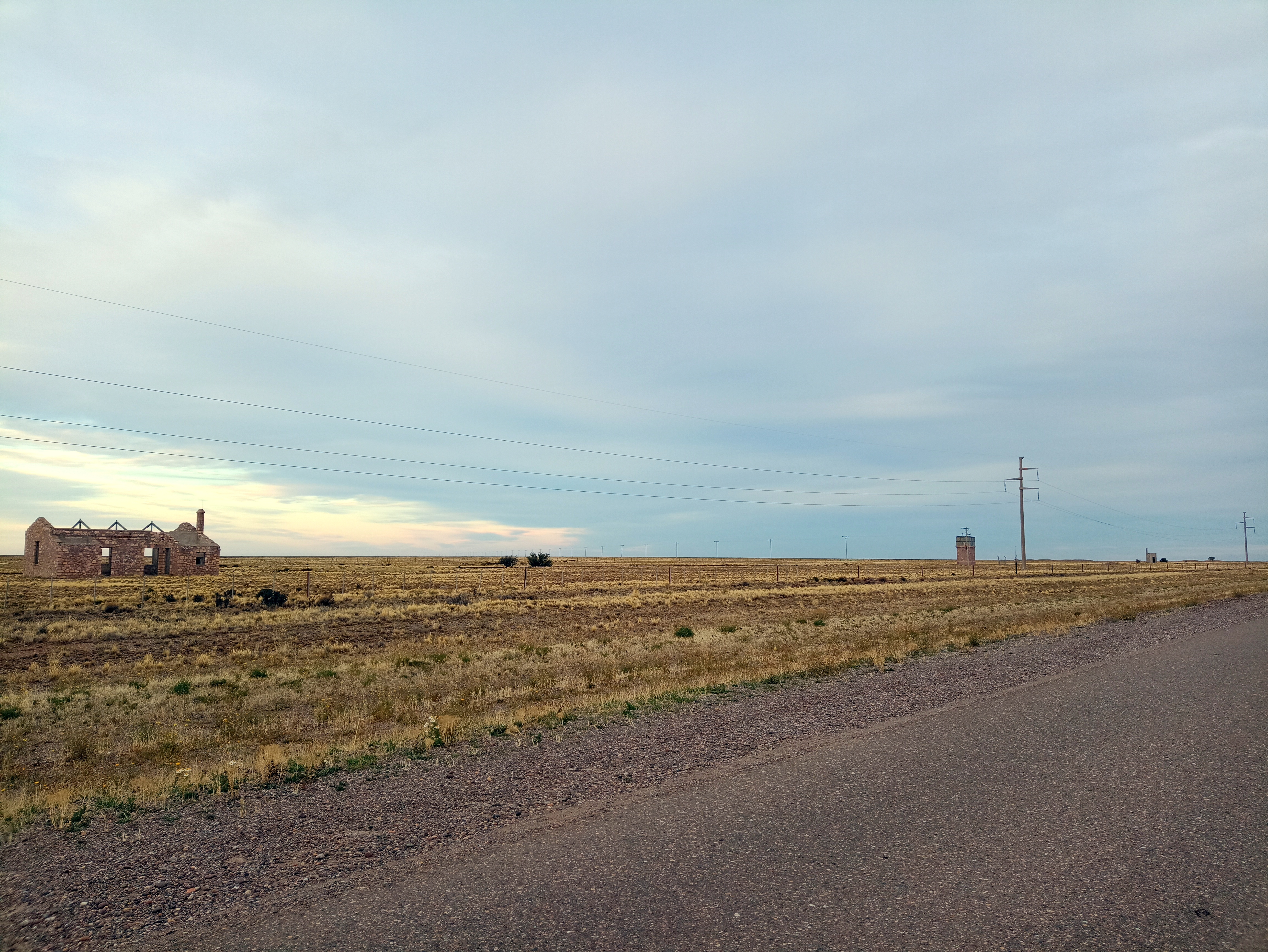
Las ruinas de lo que fueron las instalaciones de Pampa Alta

El primer informe de horario fue publicado en 1920 con datos vigentes desde el 20 de noviembre de 1917. El documento expuso que los trenes mixtos partían los lunes y jueves desde Deseado a las 8:00, visitaban Pampa Alta a las 10:00 y arribaban a las 18:40 a Las Heras. Mientras que el regreso era los martes y sábado desde las Heras a las 8:30 horas con arribo, pasando por Pampa Alta a las 15:34 y finalizando en Deseado a las 17:30. La carrera pendiente abajo desde Las Heras era de 1 hora menos y luego se redujo a 30 minutos. El tren a vapor completaba la distancia con Antonio de Biedma en 30 minutos y para el tramo Tellier - Pampa Alta se necesitaban 40 minutos.
El primer informe de horario tuvo lugar el 1 de noviembre en 1928. El documento expuso que los trenes mixtos partían los lunes y jueves desde Deseado a las 9:00 horas, pasaban por Pampa Alta a las 10:50 y arribaban a las 18:30 a Las Heras. Mientras que el regreso era los miércoles y sábado desde las Heras a las 9:00 horas, con llegada a Pampa Alta a las 16:05 y culminación en Deseado a las 17:30. Por último, el itinerario informó que los trenes estaban provistos por coche comedor y distinguían entre primera y segunda clase. El tren unía los 20 kilómetros de distancia con Antonio de Biedma en 45 minutos y con Tellier en otros 45 minutos.
El itinerario de 1930 no informó variaciones significativas respecto al itinerario de 1928. En documento se expuso información precisa de las tarifas: hacer todo el viaje del ferrocarril en primera costaba $24.05 o $13.60 en segunda. En tanto, para tramos simples como Deseado - Pampa Alta era $3.50 en primera clase o $1.95 para la segunda.
El itinerario de 1934 brindó información extensa del ferrocarril. El servicio tuvo cambios significativos y era ejecutado por trenes mixtos los días jueves y domingo. El viaje a vapor fue mejorado en sus tiempos; partía a las 9 de Deseado, pasando por Pampa Alta a las 10:30, para arribar a Las Heras 17:30. Gracias a esto el ferrocarril completó el recorrido en una hora menos; mientras que la distancia Tellier - Pampa Alta pasó a ser ejecutada en 35 minutos y la distancia con Antonio de Biedma a 30 minutos. En tanto, la vuelta desde Las Heras se producía los días martes y viernes desde las 9 con paso por Pampa Alta a las 15:32 y arribo a estación Puerto Deseado a las 17:00. Por último, el documento reveló un dato peculiar al haber clasificado a Pampa Alta como estación de movimientos relevantes o con una población de importancia; hecho llamativo frente a estaciones vecinas. Sin embargo, sería por tiempo limitado.
Desde el informe de 1936 se observó una de las mayores mejorías en los servicios de este ferrocarril. El miércoles partía el tradicional tren mixto desde Deseado a las 9:00 con paso por Pampa Alta a las 10:35 y arribo a Las Heras a las 17:30. Luego, el viernes retornaba desde Las Heras desde las 9, pasando por Pampa Alta a las 15:35 para arribar a las 17:00 a Deseado. Por otro lado, el servicio de los lunes partía a las 9:30 y alcanzaba Las Heras a las 16:15. El mismo estuvo marcado por la introducción de ferrobuses diésel que aceleraron los tiempos del ferrocarril en 6:15 minutos. El viaje de regreso se producía el martes desde las 9:30 con arribo a Deseado a las 16:15. El itinerario mostró por primera vez a Pampa Alta como parada opcional de los servicios de pasajeros ejecutados en ferrobuses; parando estos solo si había interesados para ascender o descender en este punto. Llamativamente, no se informó horarios de arribo de esta estación y otras estaciones minoritarias vecinas para los servicios ejecutados por ferrobuses.
Otro informe de 1938 mostró la continuidad del servicio ejecutado por ferrobuses. Las condiciones de 1936 se mantuvieron sin modificaciones. Sin embargo, se mostró los horarios de todos los puntos que eran recorridos por ferrobuses; inclusive de las que eran paradas optativas. El ferrobús alcanzaba esta estación a las 10:19 y estaba distanciada de Tellier por 24 minutos y en otros 29 minutos de Antonio de Biedma.
El itinerario de Ferrocarriles del Estado del 15 de diciembre de 1940 se comunicó la existencia de dos tipos de servicios. El primero se ejecutaba los jueves con trenes mixtos desde las 9 con llegada a Las Heras a las 17:30; el regreso se operaba el sábado desde las 9 con arribo a Deseado a las 17. Además, se informó un servicio de pasajeros ejecutado con ferrobuses los lunes desde las 11, visita a Pampa Alta a las 11:53 con arribo a Las Heras a las 16:50. En tanto, los martes desde las 11 emprendía su regreso con arribo a Deseado a las 16:25.El itinerario mostró a Pampa Alta provista de un edificio a la izquierda de la vía y calificada como una de las estaciones principales del ramal; aunque fue paso optativo de los ferrobuses.
El itinerario de 1946 comunicó condiciones similares a los anteriores. No obstante, se presentó el abandono de los ferrobuses en favor del vapor. De esta forma, los viajes fueron ejecutados por trenes mixtos que partían con coche comedor los lunes desde Puerto Deseado a las 9:00 horas, paraba en Pampa Alta a las 10:30 arribaba a las 17:30 a Las Heras. Luego, el regreso se producía el miércoles desde Las Heras desde las 9:00, pasado por Pampa Alta a las 15:32 y arribo a Deseado sobre las 17:00 horas. Estaba separada de Tellier por 35 minutos y de Antonio de Biedma por otros 30 minutos de distancia. Por último, como dato más relevante; desde este itinerario la estación empezó a figurar como clausurada, pero con horarios de arribo. Asimismo, fue escrita con caligrafía menor a otras estaciones, indicando poco movimiento o ausencia de población.
El mismo itinerario de 1946 fue presentado por otra editorial y en él se hace mención menos detallada de los servicios de pasajeros de este ferrocarril. En el documento se confirmó las mismas condiciones del itinerario anterior. Por otro lado, las tarifas mantuvieron los valores y secciones de 1938.
El 10 de diciembre de 1948 fue presentado un itinerario que representó el momento de auge del ferrocarril, ya que se mostraron dos servicios de pasajeros y tres de cargas; de las cuales una fue completamente novedosa. En cuanto a los servicios de pasajeros, fueron ejecutados por trenes mixtos los lunes con salida desde estación Deseado a las 8 y las 9 y arribo a las Heras a las 17:45 y 18:00; mientras que los regresos se producían los miércoles desde las 7:30 y 9:00 con arribo a Deseado a las 16:30 y 17:30. En cambio, las cargas tuvieron uso condicional en todos los casos. Se distinguieron con 3 frecuencias y dos tipos de viajes: la primera frecuencia de cargas salía los viernes desde las 8, pasaba por Pampa Alta a las 9:30 y arribo a Las Heras a las 18:00 (el viaje más rápido de este tipo) y la vuelta se producía el sábado en iguales términos que la ida. El segundo viaje era mucho más largo al partir martes, viernes y domingo de Deseado a las 12:00 y llegar a Las Heras a las 00:00; mientras que la vuelta se llevaba a cabo los martes, jueves y domingo o deforma optativa los lunes, miércoles y sábado desde las 16:00 con llegada a Deseado a las 4:00 a. m. La última línea de cargas tuvo como protagonista a esta estación: partía los jueves y sábado a las 14:00 desde Deseado y arribaba a Pampa Alta a las 15:35; la vuelta se producía desde la 16:10 con arribo a Deseado a las 17:45. Este servicio de carga fue descripto como auxiliar del servicio de los otros servicios de cargas anteriormente mencionadas, dado que los trenes debían repartir el peso de sus formaciones en Pampa alta y los desvíos previos a Deseado.En tanto, la estación fue acompañada por la leyenda "Desvío Público", situación que aclaraba su función auxiliar para cargas.     

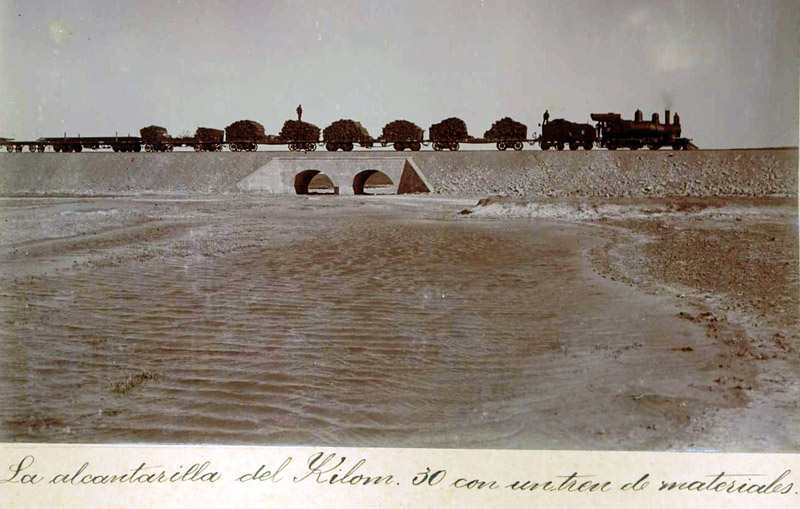
Puente - Alcantarilla en el kilómetro 30. Se observa un tren con carga con materiales para la construcción del ramal.

El último informe de horarios de noviembre de 1955 expuso cambios significativos: todos los servicios de pasajeros pasaron a ser operados por ferrobuses. Además, se modificaron los horarios y días; partiendo el coche motor desde Deseado los lunes, miércoles y viernes a las 13:30, visitando Pampa Alta a las 14:29 y arribo a Las Heras a las 19:15 horas. El regreso se producía desde Las Heras martes, jueves y sábados con partida a las 13:30, paso por Pampa Alta a las 17:53 y arribo a deseado a las 18:45. El coche motor tardaba en unir Pampa Alta con Antonio de Biedma unos 23 minutos y con Tellier otros 35 minutos. Por último, la estación se mantuvo clausurada, peor con horarios de arribo definidos. 
En todos los itinerarios e informes de horarios del servicio siempre fue llamada Pampa Alta.

## Infraestructura
Fue construida inicialmente como estación de tercera clase y estaba ubicada a 123,06 m s. n. m. La progresión de las vías en este punto alcanza los 41.2 kilómetros.
El primer documento que detalló el equipamiento de este punto fue el itinerario de 1934. El mismo detalla que Pampa Alta estaba dotada de:
- Estanque Piggott 32 m3.
- Apartadero 613 m.
- Capa freática a 12.10 m.

Posteriormente, un informe de 1958 la clasifica como "Embarcadero". Sus servicios habilitaban a los pasajeros únicamente a que el equipaje que no sea bulto de mano, deberá ser cargado o descargado, según el caso, por el interesado directamente en el furgón. En cuanto a las cargas, en el mismo informe se especificó que se emitía guía, con indicación del embarcadero, a o de la estación más allá. Habilitado únicamente para el recibo de cargas con flete pagado en procedencia y para el despacho de cargas con flete a pagar en destino. Recibía y despachaba cargas por vagón completo únicamente. Su infraestructura y dimensiones la hacían estación de 3° clase (las más simples de este ferrocarril). Mientras que para desempeñar sus tareas ferroviarias se valía de:
- Apartadero 613 m.
- Estanque Piggott 32 m3.
- Capa freática a 9,15 m.
- Caseta caminero.